# Blowfuse
Blowfuse est un groupe espagnol de punk rock, originaire de Barcelone, en Catalogne. Il est formé par le chanteur Oscar Puig, le guitariste Sergi Bouffard, le bassiste Víctor Mañas et le batteur Ricard Bouffard. Au fil des années, ils comptent 3 albums studio.

## Histoire

### Débuts
Début 2007, Oscar Puig (chant et guitare) rencontre les frères Sergi (guitare) et Ricard Bouffard (batterie) au lycée. Partageant les mêmes goûts musicaux, ils décident immédiatement de former un groupe (en apprenant à jouer des instruments presque à partir de zéro). Après une longue recherche, et après avoir joué avec plusieurs bassistes au cours des premiers mois, ils rencontrent Víctor Mañas (basse), (qui est à l'époque le batteur du groupe KTKalles) et qui partage avec eux un grand amour non seulement pour la musique mais aussi pour le skateboard. L'arrivée de Víctor Mañas marque la fin définitive du groupe jusqu'à aujourd'hui. Au milieu de l'année 2008 et avec leur jeune âge, ils décident d'enregistrer leur première démo intitulée Restless, éditée par eux-mêmes. Cela ouvre une brèche dans la scène locale de Barcelone et les amène à donner leurs premiers concerts.
En 2010, ils enregistrent leur premier album studio intitulé Messed Up Minds, sorti sous les labels Eating Shit Records (Espagne) et Fragment Records (Espagne), où l'on trouve le premier single du groupe Downhill to Hell in a Row dont ils filment le premier clip, faisant référence à des descentes extrêmes sur un skateboard. Cet album les conduit à leurs premières tournées nationales, dont une tournée péninsulaire avec le légendaire groupe nord-américain 7 Seconds en 2012, et à leur première tournée européenne. Durant cette période, ils partagent la scène avec des groupes comme Face to Face, Adolescents, The Casualties, et The Unseen, entre autres. La même année, le groupe signe avec Vans Music Spain.

### Into the Spiral(2013–2014)
En 2013, le groupe se prépare à enregistrer son deuxième album studio. C'est alors qu'ils décident de changer leur nom en Blowfuse pour, comme ils le justifient, sceller leur propre style. Darian Rundall sera chargé de la production de l'album. Rundall a travaillé avec des groupes comme Suicidal Tendencies, Pennywise, Yellowcard, U.S. Bombs, T.S.O.L., etc. et, par conséquent, ils le considèrent comme une référence pour trouver le bon son. L'album est enregistré au Wheel Sound Studio à Barcelone en mars 2013 par Darian Rundall, puis mixé et masterisé au Mo'Punch Studio à Torrance, en Californie. Il est publié par Eating Shit Records (Espagne), Fragment Records (Espagne), La Agonía De Vivir (Espagne), Pifia Records (Allemagne), Anchored Records (Allemagne) et Infected Records (Portugal). L'album est également publié en exclusivité sous forme d'EP (seulement 5 chansons) pour le numéro de mai du magazine Rockzone en Espagne, publié par Arnette et Vans Off the Wall. Deux singles sont extraits de cet album : House of Laughter et Ripping Out.
En mai 2013, Blowfuse présente l'album lors d'une petite tournée autour de la péninsule avec le groupe nord-américain Pennywise et le groupe commence à gagner en popularité. C'est la même année que leur performance au Resurrection Fest 2013 est confirmée, partageant l'affiche avec Bad Religion, Millencolin, Black Flag, etc. Parallèlement à deux tournées péninsulaires, et une tournée européenne d'un mois et demi qui leur ouvre les portes de la scène européenne et ils commencent à se faire entendre en dehors de leur pays.

### Couch(2014–2016)
Au cours de l'année 2013, le groupe continue à tourner et à être actif à tout moment, ils décident donc d'enregistrer un nouvel album au milieu de l'année 2014. Avec l'idée d'enregistrer un EP, le groupe finit par composer un album de 7 chansons, et donc, leur troisième album studio, Couch. Enregistré au Bloq Estudi en septembre 2014 à Barcelone. Mixé par Darian Rundall au Mo'Punch Studio à Torrance, Californie, et masterisé par Gene Grimaldi à Oasis Mastering à Burbank, Californie. Gene Grimaldi était chargé du mastering de nombreux albums du label Epitaph dans les années 1990, ce qui est lié au son du groupe. Pour la sortie de cet album, ils ont signé avec Morning Wood Records (Pays-Bas), Infected Records (Portugal), La Agonía De Vivir (Espagne), Pifia Records (Allemagne) et pour la première fois aux États-Unis avec A.S.S. (American Surf Skate) Records.
Cet album les emmène en tournée en Europe dans plus de 11 pays et pendant près de 3 mois sans interruption, ce qui accroît leur popularité sur le continent. Comme dernière date de la tournée, ils filment un live à Barcelone en février 2015 intitulé Live from the Couch et leur présence au festival Vitoria Calling est confirmée, où ils partagent l'affiche avec Bad Religion, Good Riddance, The Toy Dolls, etc. À la fin de l'année, leur performance à l'Outro Fest est confirmée, où un deuxième set live Live at Outro Fest 2015 est filmé.
En mars 2016, le groupe organise son Therapy Tour dans toute la péninsule (y compris au Portugal) qui les ramène sur la route pendant plus d'un mois, où ils augmentent significativement la capacité d'accueil dans les différentes villes. En juin de la même année, le groupe participe également à la tournée anniversaire du promoteur HFMN Crew et s'embarque pour une autre tournée avec Good Riddance et Satanic Surfers pendant deux semaines en Espagne et en France. Cet été-là, ils sont confirmés pour la deuxième fois pour se produire au Resurrection Fest et au festival français Xtreme Fest, parmi d'autres,.

### Daily Ritual(depuis 2018)
En 2017, le groupe décide de faire une pause pour se concentrer sur l'écriture du nouvel album. À la fin de l'année, le groupe enregistre quelques premières démos qui attirent l'attention de plusieurs labels étrangers et le groupe signe avec le label allemand Long Beach Records Europe avec leur producteur et label HFMN Crew pour la sortie de l'album. Morning Wood Records (Pays-Bas), Paper and Plastik (USA), Disconnect Disconnect Records (Royaume-Uni), Epidemic Records (Italie), Infected Records (Portugal) et Melodic Punk Style (Pologne) rejoignent également la distribution.
En janvier 2018, le groupe commencera à enregistrer son troisième album studio. Pour cela, ils compteront sur la production du producteur et compositeur Arnold Lanni (Simple Plan, King's X, Our Lady Peace...) dans les studios Music Lan (Gérone, Catalogne) et EM Estudi (Terrassa) pendant les mois de janvier et avril de cette année. Ils disposent également de l'ingénieur et technicien Randall Steffes (SNFU, Green Day, Lagwagon, Pennywise...). L'album est mixé par Nick Didia à La Cueva Recordings, en Australie, et masterisé par Brian Gardner. L'album contient 11 chansons dont les singles Bad Thoughts, Angry John et Outta My Head. En octobre de la même année, alors que l'album est encore dans le four, le groupe entame sa première tournée au Japon, où il présente l'album sous une forme inédite, ainsi que quelques concerts en Europe.
Daily Ritual sort le 8 février 2019 dans le monde entier en format physique et numérique,,,. Le groupe se plonge dans une tournée appelée Ritual Tour en mars 2019. Pendant cette période, ils rejoignent également Sick of It All et Good Riddance, pour une tournée parallèle à travers le continent européen afin de présenter l'album. Ils participent au festival Punk In Drublic de Fat Wreck Chords en tant que dernière date. Cela suscite l'intérêt du groupe américain NOFX, et deux mois plus tard, ils sont appelés à participer à leur tournée européenne, qui comprend plusieurs festivals, une quatre dates en Italie entre le 19 et le décembre 2019
En 2022, ils rejoignent Bad Religion pour leur tournée du 40e anniversaire (retardée de deux ans à cause de la pandémie de Covid-19) dans différentes villes espagnoles, jouant avec des groupes comme Suicidal Tendencies, Desakato, Millencolin ou Bastards on Parade, entre autres. Ils jouent au Altimira Festival en mars 2022 et pour la première fois au Jera on Air en mai 2022. Le 26 juin 2022, le groupe joue à domicile avec Rise Against.

## Discographie

### Albums studio
- 2013 : Into the Spiral
- 2014 : Couch
- 2019 : Daily Ritual

### Singles
- 2013 : Spiralized